# Draby noworoczne
Draby noworoczne (droby) – grupa dorosłych mężczyzn i kawalerów odwiedzających domostwa, aby przynieść ich mieszkańcom pomyślność i powodzenie na nowy rok. Jest to noworoczny odpowiednik bożonarodzeniowych kolędników. Tradycja ta obchodzona jest w wigilię Nowego Roku na południowych kresach Polski. Draby najczęściej przychodzili po północy lub nad ranem.  

## Charakterystyka
Postaci drabów przebrane były w kożuchy odwrócone sierścią na wierzch oraz w słomiane kapelusze lub czapki. Na twarze przywdziewali maski lub smarowali je sadzą. Ważnym elementem stroju było powrósło symbolizujące urodzaj i bogactwo. Jak pisał kronikarz Franciszek Kotula:  
„W dzień Nowego Roku już od świtu po niektórych miejscowościach Pogórza biegali droby. Mieli maski na twarzach, byli na ogół fantazyjnie poprzebierani z odwróconymi do góry kożuchami w strojach zrobionych ze słomianych warkoczy”.  
Większość źródeł podaje, że draby oprócz obrzędowych tańców i bieganiny składali także życzenia okolicznościowe w formie wierszy lub pieśni, np.:      
„Na szczęście, na zdrowie, na ten Nowy Rok, 
Żeby się wam darzyła kapusta i groch, 
Ziemniaki jak pniaki, a bób jak chodaki, 
Żeby się wam darzyło w oborze, w komorze, 
Daj wam tego Boże!”. 
Kolędnicy śpiewając pastorałki i chodząc w koło izby, równocześnie stukali kijami o podłogę by wygonić złe moce od gospodarzy. Najczęściej składano życzenia zdrowia, dostatku i płodności oraz aby domownikom dobrze się wiodło i niczego im nie brakowało. Draby w podzięce należało poczęstować posiłkiem i napitkiem. W wypadku niegodnego przyjęcia kolędników, teksty pieśni mogły być uszczypliwe lub obraźliwe, np.:     
„Niech wom urośnie stokłosa od d… do nosa niech wom nasro sarna w wasze  ziarna”. 
Wymiarem społecznym kolędowania była interakcja gospodarzy z drabami i ich wspólne uczestnictwo w obrzędzie.   